# Burg Kirberg
Die Burg Kirberg ist die Ruine einer Höhenburg in dem Ortsteil Kirberg der Gemeinde Hünfelden im Landkreis Limburg-Weilburg in Hessen.
Die Burg wurde um 1355 von den Grafen Gerhard von Diez und Johann I. von Nassau-Weilburg anstelle einer vorhandenen Kirche (um 790) auf einem isoliert stehenden Schalsteinfelsen erbaut. Vorangegangen war eine 1353 ausgebrochene Fehde zwischen den beiden Grafengeschlechtern um die Kontrolle über den Ort Kirberg. Der gemeinsame Burgenbau war ein Ergebnis der Schlichtungsverhandlungen. Gemeinsam mit der Errichtung der Festung wurden eine Kirche und eine Ringmauer für den Ort Kirberg erbaut, der gleichzeitig Stadtrechte erhielt.
Lange scheint die Anlage aber nicht genutzt worden zu sein. Für 1500 ist ein schlechter Bauzustand überliefert. Bis zum Ende des 16. Jahrhunderts wurde sie als Unterkunft bei Besuchen der Landesherren genutzt. Bis 1670 gab es zumindest einen Wächter auf der Burg. 1673 wurde auf dem Felsen ein Lustgarten angelegt. Um 1700 war ein Teil der Gebäude bereits bis auf die Grundmauer verfallen oder zur Gewinnung von Baumaterial abgetragen worden. 1790 erfolgte die offizielle Abbruchgenehmigung. Steine aus der Burg wurden bis zum Ende des 19. Jahrhunderts zum Straßenbau und zur Errichtung von Gebäuden im Ort verwendet.
Auf dem Gelände der Burg gab es zwei Herrensitze von Burgmannenfamilien. Zu Beginn des 18. Jahrhunderts gab es auch von ihnen nur noch die Grundmauern.
Heute sind noch ein Turm und einige Mauern erhalten. Gelegentlich wird das ehemalige Burggelände für Feste genutzt.